# چشم‌انداز (فیلم ۲۰۰۰)
چشم‌انداز (اسلواکی: Krajinka) یک فیلم اسلواکی محصول سال ۲۰۰۰ به کارگردانی مارتین شولیک است. این فیلم به عنوان نماینده اسلواکی برای شرکت در هفتاد و سومین دوره جوایز اسکار در بخش بهترین فیلم خارجی‌زبان انتخاب شد، اما به عنوان نامزد نهایی پذیرفته نشد.
موسیقی فیلم، ساخته ولادیمیر گدار در سال ۲۰۰۱ موفق به دریافت جایزه ژرژ دلرو در جشنواره بین‌المللی فیلم فلاندرز شد.